# Brad Keselowski
Bradley Aaron "Brad" Keselowski (Rochester Hills, Michigan, 12 de fevereiro de 1984) é um piloto da NASCAR, dos Estados Unidos.

## Carreira

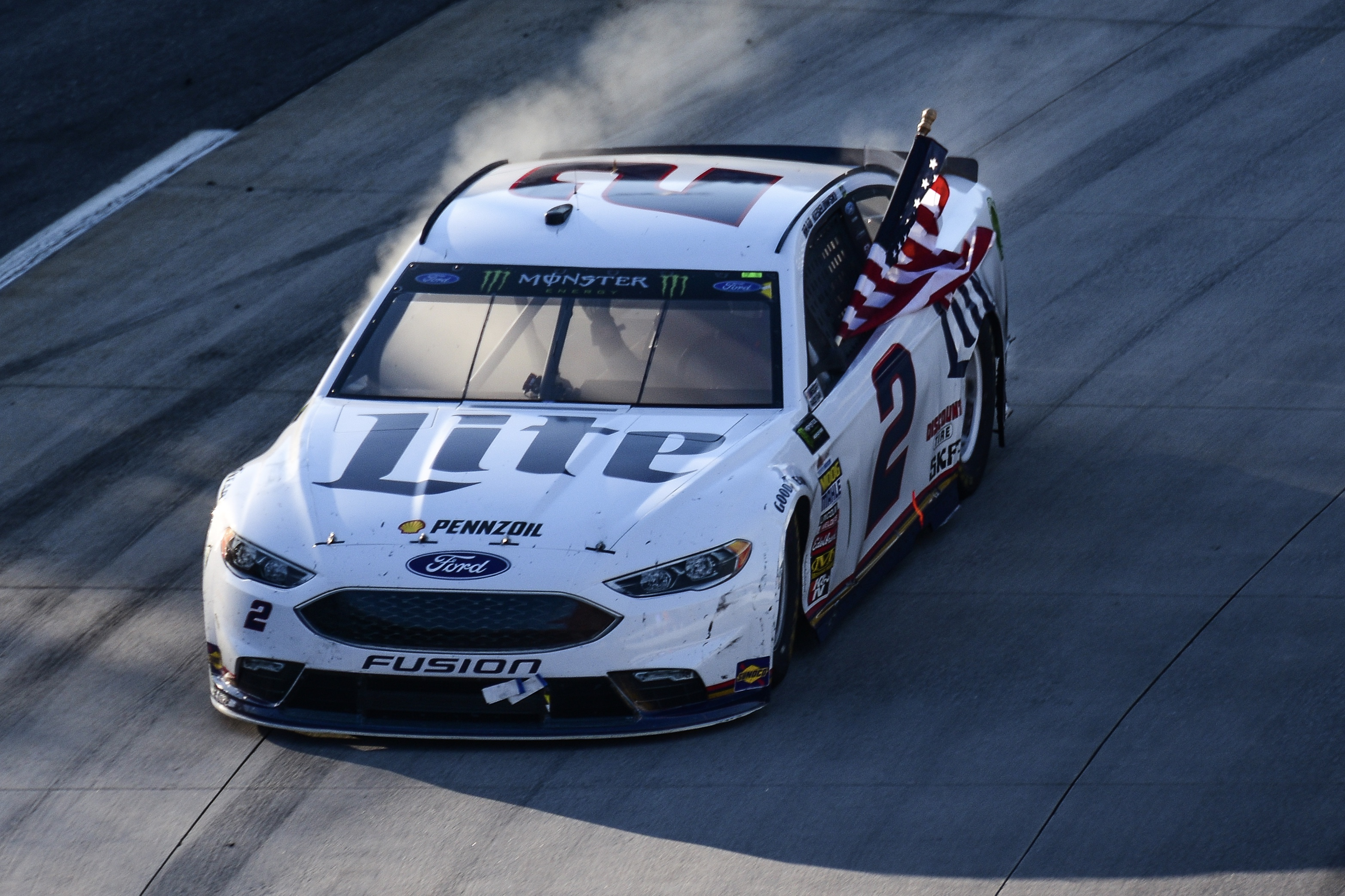
Carro de Brad Keselowski na NASCAR Cup Series em 2017

- 2008 - terceiro na Nascar Nationwide Series[2]
- 2009 - terceiro na Nascar Nationwide Series[2]
- 2010 - campeão da Nascar Nationwide Series[2]
- 2012 - campeão da Nascar Sprint Cup[2] pela equipe Penske